# Star Trek: Prodigy
Star Trek: Prodigy är en amerikansk animerad action- och äventyrsserie som hade premiär på Paramount+ den 28 oktober 2021. Första säsongen består av 20 avsnitt. Den andra säsongen hade premiär på Netflix den 1 juli 2024 och även den består av 20 avsnitt.

## Handling
Serien kretsar kring en grupp förslavade tonåringar som stjäl ett övergivet Starfleet-fartyg för att fly och utforska galaxen.

## Rollista (i urval)
- Brett Gray – Dal R'El
- Ella Purnell – Gwyndala
- Jason Mantzoukas – Jankom Pog
- Angus Imrie – Zero
- Rylee Alazraqui – Rok-Tahk
- Dee Bradley Baker – Murf
- Jimmi Simpson –  Drednok
- John Noble – Diviner
- Kate Mulgrew – Kathryn Janeway

### Svenska röster
- Emma Lewin Segelström – Dal
- Dominique Pålsson Wiklund – Gwyn
- Vanja Kåse – Rok-thak
- Michael Blomqvist – Jankom Pog
- Johan Marenius Nordahl – Zero
- Övriga röster – Annica Smedius, Anton Olofson Raeder, Fredrik Hiller, Ludwig Westerman
- Översättare – Mattias Johannesson
- Regissör och inspelningstekniker – Jonne Wilkinson
- Svensk version producerad av Iyuno-SDI Group[9]